# Greg Howe
Gregory ”Greg” Howe (född den 8 december 1963) är en amerikansk gitarrist och kompositör. Som aktiv musiker i över tjugo år har han släppt nio studioalbum utöver olika samarbeten han haft med en bred variation av artister.

## Biografi
Howe började sin solokarriär under 1980-talets shred era, då han gick med i Mike Varneys Shrapnel Records bolag och släppte sitt debutalbum, Greg Howe, år 1988. Hans nästa album, Introspection, släpptes 5 år senare, år 1993. Vid det här laget började han uppvisa en signifikativ stilistisk förändring som råder än idag; han införlivar element av jazz fusion i sitt spelsätt och lånar dessutom väldigt mycket av den legatobaserade tekniken som gitarristen Allan Holdsworth använder, allt medan han blandar in en bluesaktig, groove-laden vibe samt inte sällan udda taktarter.
Utöver Howes sammanlagt fem släppta soloalbum under 1990-talet, deltog han även i två samarbeten med Richie Kotzen: ”Tilt” och ”Project”, år 1995 respektive år 1997. Vid slutet av millenniet adopterade Howe under en kort period en tyngre, neo-klassisk, approach för sitt skivsläpp år 1999, ”Ascend”, där även den Ukrainske keybordisten Vitalij Kuprij medverkade.
År 2000 ändrade han åter igen sin musikstil med ”Hyperacuity” – ett experimenterande album som nästan inte visade upp några instrumentala rock element från Howes debut. Efter att han år 2003 släppt ”Extraction” (feat. Basisten Victor Wooten och trummisen Dennis Chambers) hade han ett utökat uppehåll. År 2008 återvände Howe med ett nytt studioalbum, ”Sound Proof”, som sedan dess har indikerat ett subtilt stilskifte till något som påminner mer om hans 90-tals alster.
Förutom sin solokarriär är Howe också en sessionsgitarrist och har arbetat och turnerat med välkända artister som till exempel Michael Jackson, Enrique Iglesias, *NSYNC och Justin Timberlake. Han bor för närvarande i Long Beach, Kalifornien (han bodde tidigare i Pennsylvania tills runt år 2006), och arbetar som producent, sessionsmusiker och som gitarrinstruktör.

## Diskografi

### Studioalbum (solo)
- 1988: Greg Howe
- 1993: Introspection
- 1994: Uncertain Terms
- 1995: Parallax
- 1996: Five
- 1999: Ascend
- 2000: Hyperacuity
- 2003: Extraction
- 2008: Sound Proof
- 2017: Wheelhouse

### Samarbetsalbum
- 1989: High Gear (med Howe II)
- 1991: Now Hear This (med Howe II)
- 1995: Tilt (med Richie Kotzen)
- 1997: Project (med Richie Kotzen)
- 1997: High Definition (med Vitalij Kuprij)
- 2001: Gentle Hearts (med Tetsuo Sakurai)

### Medverkan på andra album
- 1996: Convergence – James Murphy
- 1997: High Definition – Vitalij Kuprij
- 2001: Gentle Hearts – Tetsuo Sakurai
- 2004: Rhythm of Time – Jordan Rudess
- 2004: A Guitar Supreme – samlingsalbum med diverse gitarrister
- 2004: The Spirit Lives On – Jimi Hendrix tribute
- 2004: Gentle Hearts Tour 2004 – Tetsuo Sakurai
- 2005: Visions of an Inner Mounting Apocalypse: A Fusion Guitar Tribute – samlingsalbum med diverse gitarrister
- 2006: Io Canto - Laura Pausini[2]
- 2008: Collection – Jason Becker
- 2008: Clean – Dave Martone
- 2009: Out of Oblivion – Ethan Brosh
- 2010: Vital World – Tetsuo Sakurai
- 2011: Immortal – Michael Jackson
- 2017: Protocol IV – Simon Phillips
- 2018: Triumphant Hearts – Jason Becker